# Dubinka 1
Dubinka 1 (biał. Дубінка 1; ros. Дубинка 1) – wieś na Białorusi, w obwodzie mohylewskim, w rejonie mohylewskim, w sielsowiecie Padhorje.
Do 1917 położona była w Rosji, w guberni mohylewskiej, w powiecie czauskim. Następnie w granicach Związku Sowieckiego. Od 1991 w niepodległej Białorusi.